# 研究科
研究科（けんきゅうか）とは、専門分野に応じて、教育研究上の目的から組織される大学院の基本となる組織。大学院における研究科の位置づけは、大学における学部に相当する。

## 日本の研究科
学校教育法（昭和22年法律第26号）の第百条によって、大学院をおく大学には、研究科をおくことが常例とされているが、教育研究上、有益かつ適切なときは研究科以外の教育研究上の基本となる組織を置くことができるとされている。
研究科には、さらに細分化された数個の専攻をおくことが常例とされている。しかし、教育研究上、特に問題がない場合は、1個の専攻のみがおかれる。（大学院設置基準6条）
最近では、米国に倣った法科大学院のほかに、会計大学院や経営大学院も独立研究科として設置する動きが見られ始めている。

### 独立研究科・独立大学院
日本では大学院の研究科は学部を基礎として組織されることが多かったが、学部に基礎を置かない研究科も存在する。これを独立研究科（どくりつけんきゅうか）と呼ぶ。東京大学大学院新領域創成科学研究科、東京大学大学院数理科学研究科、京都大学大学院情報学研究科などがその例である。
また、大学院だけで大学を構成し、学部（学部以外の教育研究上の基本となる組織）を置かない大学も見られるようになった。このような大学は、大学院大学などと呼ばれている。また、大学院大学に置かれる大学院は、独立大学院（どくりつだいがくいん）という。

### 研究科に代わる制度
学校教育法第66条を改正した法律が1999年5月に公布され、大学院には、研究科以外の教育研究上の基本組織を置くことが可能となった。
これを受けて、国立大学に関しては、国立学校設置法（現在は廃止）第3条の4で、具体的に大学院に教員の研究組織である研究部と大学院生の教育組織である教育部を設置できることが定められた。
2000年これらの法改正に基づいて、東京大学に大学院情報学環・学際情報学府が新設、北海道大学では法学研究科以外が、九州大学では全研究科が、研究院と学府に改組された。この翌年以降も、他大学で下表の様に新設・改組がされている。
なお、東京大学の学環・学府、京都大学の学堂・学舎、九州大学他の研究院・学府は、それぞれ国立学校設置法に定められていた研究部・教育部が対応する。
| 年     | 大学             | 研究部                               | 教育部                             |
| ------ | ---------------- | ------------------------------------ | ---------------------------------- |
| 2001年 | 横浜国立大学     | 大学院工学研究院                     | 大学院工学府                       |
| 2001年 | 横浜国立大学     | 大学院環境情報研究院                 | 大学院環境情報学府                 |
| 2001年 | 千葉大学         | 大学院医学研究院                     | 大学院医学薬学府                   |
| 2001年 | 千葉大学         | 大学院薬学研究院                     | 大学院医学薬学府                   |
| 2002年 | 京都大学         | 大学院地球環境学堂                   | 大学院地球環境学舎                 |
| 2002年 | 東北大学         | 大学院教育情報学研究部               | 大学院教育情報学教育部             |
| 2003年 | 熊本大学         | 大学院医学薬学研究部                 | 大学院医学教育部                   |
| 2003年 | 熊本大学         | 大学院医学薬学研究部                 | 大学院薬学教育部                   |
| 2003年 | 山梨大学         | 大学院医学工学総合研究部             | 大学院医学工学総合教育部           |
| 2003年 | 東京医科歯科大学 | 大学院疾患生命科学研究部             | 大学院生命情報科学教育部           |
| 2004年 | 東京農工大学     | 大学院共生科学技術研究部             | 大学院工学教育部                   |
| 2004年 | 東京農工大学     | 大学院共生科学技術研究部             | 大学院農学教育部                   |
| 2004年 | 東京農工大学     | 大学院共生科学技術研究部             | 大学院生物システム応用科学教育部   |
| 2004年 | 東京大学         | 専門職大学院公共政策学連携研究部     | 専門職大学院公共政策学教育部       |
| 2004年 | 徳島大学         | 大学院ヘルスバイオサイエンス研究部   | 大学院医科学教育部                 |
| 2004年 | 徳島大学         | 大学院ヘルスバイオサイエンス研究部   | 大学院口腔科学教育部               |
| 2004年 | 徳島大学         | 大学院ヘルスバイオサイエンス研究部   | 大学院栄養生命科学教育部           |
| 2004年 | 徳島大学         | 大学院ヘルスバイオサイエンス研究部   | 大学院薬科学教育部                 |
| 2006年 | 静岡大学         | 創造科学技術大学院創造科学技術研究部 | 創造科学技術大学院自然科学系教育部 |
| 2006年 | 京都大学         | 専門職大学院公共政策学連携研究部     | 専門職大学院公共政策学教育部       |
| 2006年 | 京都大学         | 専門職大学院経営管理研究部           | 専門職大学院経営管理教育部         |
| 2006年 | 埼玉大学         | 大学院理工学研究科研究部             | 大学院理工学研究科教育部           |
| 2006年 | 徳島大学         | 大学院ソシオテクノサイエンス研究部   | 大学院先端技術科学教育部           |
| 2006年 | 徳島大学         | 大学院ヘルスバイオサイエンス研究部   | 大学院保健科学教育部               |
| 2006年 | 東京農工大学     | 大学院共生科学技術研究院             | 大学院工学府                       |
| 2006年 | 東京農工大学     | 大学院共生科学技術研究院             | 大学院農学府                       |
| 2006年 | 東京農工大学     | 大学院共生科学技術研究院             | 大学院生物システム応用科学府       |

横浜国立大学大学院には現在、理工学府・工学研究院、環境情報学府・環境情報研究院のほか、国際社会科学府・国際社会科学研究院、都市イノベーション学府・都市イノベーション研究院、先進実践学環が設置されている。
山梨大学大学院は農学系も追加されて、医工農学総合研究部・医工農学総合教育部と改組。
千葉大学大学院には医学薬学府・医学研究院・薬学研究院の他に人文公共学府、融合理工学府、国際学術研究院、理学研究院、工学研究院が設置されている。
東京工業大学大学院には理学院、工学院、物質理工学院、情報理工学院、生命理工学院、環境・社会理工学院が設置されている。
筑波大学大学院は、2020年からそれまでの大学院組織を3つの学術院、人文社会ビジネス科学学術院、理工情報生命学術院、人間総合科学学術院に改組し、これに伴い、人文社会ビジネス科学学術院に人文社会科学研究群（3学位プログラム）・ビジネス科学研究群（2学位プログラム）・専門職大学院、理工情報生命学術院に数理物質科学研究群(5学位プログラム)・システム情報工学研究群（8学位プログラム）・生命地球科学研究群（12学位プログラム）、人間総合科学学術院に人間総合科学研究群（26学位プログラム）を、さらに共同専攻、国際連携専攻を設置。
九州大学大学院は現在、人文科学府・人文科学研究院、地球社会統合科学府・比較社会文化研究院、人間環境学府・人間環境学研究院、法学府・法学研究院、経済学府・経済学研究院、言語文化研究院、理学府・理学研究院、 数理学府・数理学研究院、システム生命科学府、 医学系学府・医学研究院、歯学府・歯学研究院、 薬学府・薬学研究院、 工学府・工学研究院、芸術工学府・芸術工学研究院、システム情報科学府・システム情報科学研究院、総合理工学府・総合理工学研究院、 生物資源環境科学府・農学研究院、統合新領域学府、法科大学院（ロースクール）（法務学府）、専門職大学院（人間環境学府実践臨床心理学専攻）、専門職大学院ビジネススクール、 専門職大学院（大学院医学系学府医療経営・管理学専攻）が設置されている。
北海道大学大学院は現在、文学院/文学研究院、情報科学院/情報科学研究院、水産科学院/水産科学研究院、環境科学院/地球環境科学研究院、理学研究院/理学院、農学院/農学研究院、生命科学院、教育学院/教育学研究院、国際広報メディア･観光学院、メディア･コミュニケーション研究院、保健科学院/保健科学研究院、工学院/工学研究院、総合化学院、経済学院/経済学研究院/会計専門職大学院、医学院/医学研究院、歯学院/歯学研究院、獣医学院/獣医学研究院、医理工学院、国際感染症学院、国際食資源学院、公共政策大学院/公共政策学教育部/公共政策学連携研究部、薬学研究院、先端生命科学研究院が設置されている。
静岡大学大学院は2006年の創造科学技術大学院の設置とともにそれまでの理工学研究科を理学研究科・工学研究科に改組していたが、2015年に教員の所属組織として学術院（人文社会科学領域、教育学領域、情報学領域、理学領域、工学領域、農学領域及び融合･グローバル領域）を設置し、さらに大学院情報学研究科、大学院理学研究科、大学院工学研究科及び大学院農学研究科を廃止し、大学院総合科学技術研究科（修士課程）にしている。
群馬大学大学院理工学府は2013年度に工学研究科から組織改編して創設された。

## 日本以外の研究科
英語だけで見ても、日本語の「研究科」に相当する訳語は一意に定まらない。それぞれの大学や専攻によって、(graduate-) school、department、faculty、centre (center) などが使われている。

### イギリスの研究科
イギリスでは、多くの大学院の研究科が学部と一体化した組織になっており、独立研究科は例外的に存在している。

### ドイツの研究科
ドイツ（語圏）では、大学院が学部と一体化した組織になっているため、大学院研究科は存在しない。独立研究科は例外的に存在している。